# غريغوري بلاكسلاند
غريغوري بلاكسلاند (بالإنجليزية: Gregory Blaxland)

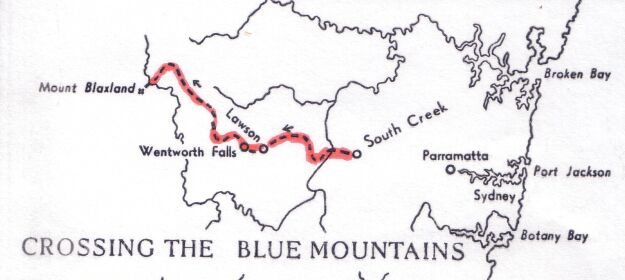
استكشاف Blaxland، لوسون وينتورث

كان رائد الزراعة الإنجليزية ومستكشف في أستراليا (1 يناير 1853 - 17 يونيو 1778).
ولد غريغوري 17 يونيو 1778 في Fordwich، كينت، انجلترا، كان الابن الرابع لجون Blaxland، رئيس بلدية 1767-1774،الأسرة كانت تمتلك العقارات، وأمه مريم، ابنة الكابتن باركر، حضر جريجوري مدرسة الملك، كانتربري. في يوليو 1799 في كنيسة القديس جورج الشهيد.
أبحر غريغوري من بيت ويليام في 1 سبتمبر 1805 مع زوجته وأولاده الثلاثة، وخادمين، إلى سيدني.
في 1813، قاد أول حملة أوروبية معروفة في مختلف أنحاء منطقة نطاق التقسيم الكبير تعرف باسم الجبال الزرقاء، جنبا إلى جنب مع وليام لوسون ويليام تشارلز وينتورث، في رحلة من شأنها أن تفتح داخل القارة.
مترجم http://en.wikipedia.org/wiki/Gregory_Blaxland%27%27%27